# Nikołaj Mosiewicz-Bojarow
Nikołaj Andriejewicz Mosiewicz-Bojarow, ros. Николай Андреевич Мосевич-Бояров (ur. w 1904 r. w Eupatorii, zm. 24 kwietnia 1931 r. w Moskwie) – radziecki działacz partyjny, współpracownik służb specjalnych
Miał wykształcenie średnie. Pracował na Krymie w komsomolskich i sowieckich organach władzy lokalnej. W 1925 r. na kursie pracowników czytelni w wyniku sporu z uczestnikami został skrytykowany, po czym w celu „pokazania swojego oddania sprawie robotników i chłopów” złożył OGPU propozycję „prowadzenia roboty rewolucyjnej na głębokim przedpolu”. W rezultacie w październiku tego roku wraz z żoną został wysłany do Polski. Występował oficjalnie jako emigrant polityczny represjonowany przez bolszewików. Zamieszkał w jednym z przygranicznych powiatów. Prowadził tam nielegalną działalność wywiadowczą. Zwerbował 3 okolicznych mieszkańców. Ponadto pisał i kolportował proklamacje o charakterze rewolucyjnym. Po pewnym czasie nawiązał kontakty z szeregiem organizacji antysowieckich w Polsce w celu ich infiltracji. Ponadto został zwerbowany przez polski wywiad wojskowy. W maju 1926 r., po otrzymaniu od nich pieniędzy i literatury propagandowej, został nielegalnie przerzucony do ZSRR. W Moskwie został jednak aresztowany pod zarzutem nielegalnego przejścia granicy i działalności kontrrewolucyjnej. Po 3 miesiącach wyjaśnienia jego sprawy wypuszczono go na wolność. W kolejnych latach ponad 4 razy wysyłano go ponownie do Polski w celu kontynuowania infiltracji emigracyjnych organizacji Białych Rosjan, a także Oddziału II Sztabu Generalnego Wojska Polskiego. W czasie jednego z pobytów w Polsce udało mu się przedostać do szeregów tajnej organizacji emigracyjnej Opus, grupującej przedstawicieli różnych partii i organizacji rosyjskich, która zajmowała się m.in. przerzucaniem emisariuszy i materiałów propagandowych do ZSRR. Dzięki jego informacjom OGPU zlikwidowało konspiracyjne jaczejki organizacji w Moskwie i kilku innych miastach. Pod koniec listopada 1930 r., po powrocie do ZSRR, N. A. Mosiewicz-Bojarow został aresztowany przez OGPU pod zarzutem współpracy z polskim wywiadem wojskowym i zorganizowania w Polsce grupy prowokacyjnej, która miała wydać miejscowej policji przywódców konspiracji rewolucyjnej. Po procesie skazano go na karę śmierci wykonaną przez rozstrzelanie 24 kwietnia tego roku.